# (3803) Tuchkova
(3803) Tuchkova (1981 TP1) – planetoida z pasa głównego asteroid okrążająca Słońce w ciągu 5,32 lat w średniej odległości 3,05 j.a. Odkryła ją Ludmiła Żurawlowa 2 października 1981 roku.